# Саракиново
Саракиново (грч. Σαρακηνοί, Саракини) је насељено место у општини Меглен у периферији Средишња Македонија, Грчка. Према попису из 2021. године било је 320 становника.
Према бугарском географу и историчару, Василу Канчову, у Саракинову је 1900. године живело 700 Словена хришћана. Током Првог светског рата село је доста страдало, око 30 породица је избегло у Бугарску. Године 1923. принудно је исесљено 35 породица у Бугарску, 18 у софијском крају, 10 у Доњем Водену (Асеновград), шест у Софију и једна у Санданском (Свети Врач). Македонски историчар Тодор Симовски, 1998. године наводи да је Саракиново словенско насеље.